# Butte (Dakota del Nord)
Butte és una població dels Estats Units a l'estat de Dakota del Nord. Segons el cens del 2000 tenia 92 habitants.

## Demografia
Segons el cens del 2000, Butte tenia 92 habitants, 50 habitatges, i 25 famílies. La densitat de població era de 142,1 hab./km².
Dels 50 habitatges en un 22% hi vivien nens de menys de 18 anys, en un 46% hi vivien parelles casades, en un 0% dones solteres, i en un 50% no eren unitats familiars. En el 48% dels habitatges hi vivien persones soles el 32% de les quals corresponia a persones de 65 anys o més que vivien soles. El nombre mitjà de persones vivint en cada habitatge era d'1,84 i el nombre mitjà de persones que vivien en cada família era de 2,6.
Per edats la població es repartia de la següent manera: un 16,3% tenia menys de 18 anys, un 4,3% entre 18 i 24, un 23,9% entre 25 i 44, un 22,8% de 45 a 60 i un 32,6% 65 anys o més.
L'edat mediana era de 49 anys. Per cada 100 dones de 18 o més anys hi havia 126,5 homes.
La renda mediana per habitatge era de 21.250 $ i la renda mediana per família de 29.688 $. Els homes tenien una renda mediana de 29.375 $ mentre que les dones 15.938 $. La renda per capita de la població era de 15.826 $. Entorn del 7,4% de les famílies i el 13,7% de la població estaven per davall del llindar de pobresa.

## Poblacions més properes
El següent diagrama mostra les poblacions més properes.